# Marc Athanese Parfait Oeillet Des Murs

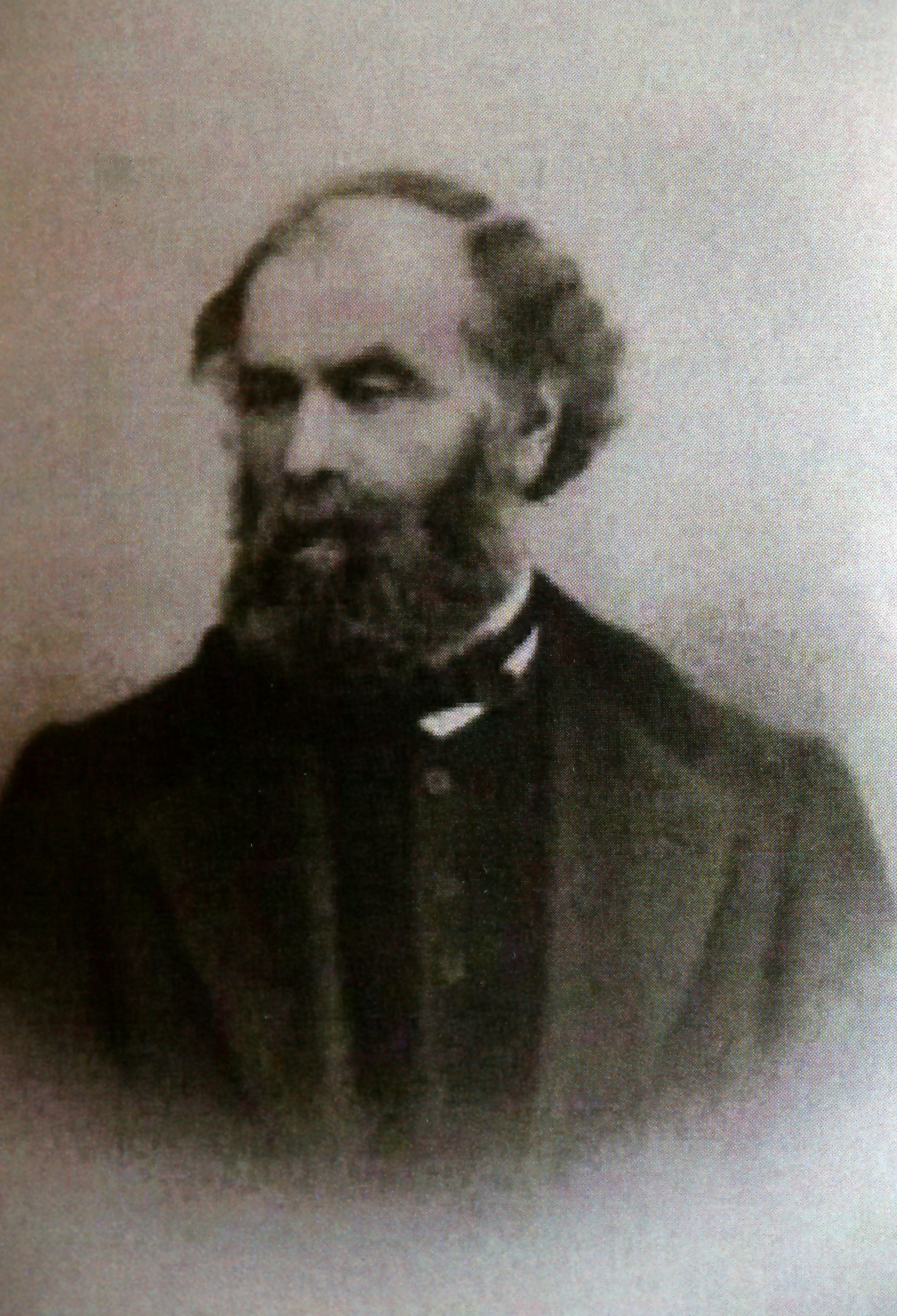
Marc Athanase Parfait Oeillet Des Murs

Marc Athanase Parfait Oeillet Des Murs (1804 - 1894) foi um ornitólogo francês. 
Foi quem se encarregou pela determinação das aves reportadas por diferentes expedições francesas que se realizaram na fragata La Vénus que percorre o mundo entre 1836 e 1839. Junto com Frédéric de Lafresnaye (1783-1861), ocupa-se da descrição de duas mil aves reportadas pelo Conde Francis de Laporte de Castelnau (1810-1880) nas viagens à América do Sul.
Ocupa-se da parte ornitológica e da História física e política do Chile, a partir de espécimenes recolectados pelo naturalista francês Claudio Gay (1800-1873), constituindo a primeira fauna aviária deste país. 
Publicou a obra Iconographie Ornithologique, em 1849. 
Escreve um elegante tratado geral de oologia ornitológica (Traité général d’oologie ornithologique au point de vue de la classification), em 1860, fazendo uma tentativa de classificação de aves. 